# Dellen
Dellen ist ein Seensystem in der schwedischen Provinz Gävleborgs län. 
Das System besteht aus zwei Seen: Dem Norra Dellen („Nördlicher Dellen“ ⊙) und dem Södra Dellen („Südlicher Dellen“ ⊙).
Der Södra Dellen hat eine Oberfläche von 52 km² und enthält 1,226 Millionen m³ Wasser. 
Die Oberfläche des Norra Dellen beträgt 82 km², sein Volumen 1,489 Millionen m³.
Das etwa kreisförmige Seensystem ist das Ergebnis eines Meteoriteneinschlags vor etwa 
89,0 ± 2,7 Millionen Jahren (Obere Kreide).
Der Einschlagkrater hat einen Durchmesser von ungefähr 19 Kilometern.
Die beiden Seen sind über den Sund Norrboån miteinander verbunden.
Der Svågan mündet bei Friggesund in den nördlichen See, während der Delångersån den südlichen See bei Näsviken zum Bottnischen Meerbusen entwässert.
Der Asteroid (7704) Dellen wurde am 20. März 2000 nach dem etwa kreisförmigen Seensystem Dellen benannt.